# 无声囊棘蛙
无声囊棘蛙（学名：Nanorana muta）为叉舌蛙科倭蛙属的两栖动物，是中国的特有物种。分布于四川、云南等地。该物种的模式产地在云南。